# کابررا
کابررا (انگلیسی: Cabrera, Santander) یک منطقهٔ مسکونی در کلمبیا است.